# Galtar e la lancia d'oro
Galtar e la lancia d'oro (Galtar and the Golden Lance), è una serie televisiva animata statunitense del 1985, prodotta dalla Hanna-Barbera.
Presentata originariamente all'interno del blocco televisivo The Funtastic World of Hanna-Barbera, la serie è stata trasmessa in syndication dal 2 settembre 1985 al 20 gennaio 1986, per un totale di 21 episodi ripartiti su una stagione. In Italia è stata trasmessa sulle reti locali dal novembre 1986. In seguito è stata replicata su Cartoon Network di TMC 2.

## Trama
La serie racconta le avventure di Galtar, la principessa Goleeta e suo fratello Zorn. Con l'aiuto della sua Lancia d'oro, Galtar cerca di combattere Tormack, il tirannico usurpatore del regno di Bandisar, che sta conquistando il loro intero mondo.

## Episodi
| Stagione       | Episodi | Prima TV USA | Prima TV Italia |
| -------------- | ------- | ------------ | --------------- |
| Prima stagione | 21      | 1985-1986    | 1986-1987       |

## Personaggi e doppiatori

### Personaggi principali
- Galtar, voce originale di Lou Richards, italiana di Andrea Ward.
- Principessa Goleeta, voce originale di Mary McDonald-Lewis.
- Zorn, voce originale di David Mendenhall.
- Thork, voce originale di Frank Welker.
- Tormack, voce originale di Brock Peters.
- Rak e Tuk, voce originale di Bob Frank e Frank Welker.

### Personaggi ricorrenti
- Ither, voce originale di Bob Arbogast.
- Krimm, voce originale di Barry Dennen.
- Otar, voce originale di George DiCenzo.
- Vikor.
- Pandat, voce originale di Don Messick.
- Marin.
- Rava, voce originale di Helen Hunt.
- Artiglio di Raven (in originale: Raven's Claw).